# Scylla (Album)
Scylla ist ein Jazzalbum von Dave Rempis, Joshua Abrams, Avreeayl Ra und Jim Baker. Die am 8. Juli 2021 at Elastic Arts in Chicago entstandenen Aufnahmen erschienen am 20. Juni 2022 auf Aerophonic Records.

## Hintergrund
Avreeayl Ra gibt den Ton für den Mitschnitt dieses Live-Auftritts des Quartetts an, als seine Stimme und seine Mbira Scylla eröffnen: „Das ist für alle Überlebenden.“ Der griechischen Mythologie zufolge war Skylla eine schöne Frau, die sich in ein Monster mit vier Augen und sechs langen Schlangenhälsen mit Köpfen verwandelte, von denen jeder drei Reihen Haifischzähne und zwölf Tentakelbeine enthielt. Außerdem waren sechs Hundeköpfe um ihre Taille geschlungen. Aufgezeichnet mitten in der COVID-19-Pandemie in den Vereinigten Staaten, im Juli 2021 im Elastic Arts in Chicago, sei es nicht falsch gewesen, „Überlebende“ mit einer Reihe von Tragödien gleichzusetzen, von Krebs über häusliche Gewalt bis hin zu institutionellem Rassismus und natürlich dem Virus, das die gesamte Zivilisation auf den Kopf stellte, notierte Mark Corroto.
Das Trio, bestehend aus Dave Rempis (er wechselt zwischen Alt-, Tenor- und Baritonsaxophon), dem Bassisten Joshua Abrams und dem Schlagzeuger und Perkussionisten Avreeayl Ra, der auch Holzflöte und Lamellophon spielt, hat drei vorangegangene CDs auf Rempis‘ Aerophonic-Label veröffentlicht: Aphelion (2014), Perihelion (2016) und Apsis (2019). Bei den letzten beiden Alben wirkte auch der Pianist und Live-Elektroniker Jim Baker mit, aber die Beziehung zwischen Rempis und Baker hat eine längere Geschichte; sie arbeiteten ab Anfang der 2000er-Jahre in verschiedenen Projekten Ken Vandermarks und im Rempis-Quartett zusammen. Nach dem kurzen Auftakt spielt das Quartett zwei lange Improvisationen, „Between a Rock“ und „Viscosity“.

## Titelliste
- Dave Rempis / Joshua Abrams / Avreeayl Ra + Jim Baker: Scylla (Aerophonic Records AR035)[2]

1. Survivors	1:01
2. Between a Rock	34:51
3. Viscosity 	27:28

Die Kompositionen  stammen von Dave Rempis, Joshua Abrams, Avreeayl Ra und Jim Baker.

## Rezeption
Obwohl es hier keine schriftliche Partitur gibt, sei den Musikern zu danken, denn die beiden langen Titel seien als vollständige Stücke gelungen, schrieb Mark Corroto, der das Album in All About Jazz besprach. „Between a Rock“ habe eine melancholische Anmutung, wobei Rempis lange bluesige Töne spiele, während die anderen Töne über eine ausgeglichene, aber anhaltende Klangbühne verteilten. Das Quartett scheine darauf bedacht zu sein, hier ein episches Gedicht aufzuführen, dessen Botschaft erst dann zu entdecken sei, wenn man sich darauf einlasse, den Klang aufzunehmen und zu assimilieren. Baker wechselt für den Titel „Viscosity“ vom Klavier zum Synthesizer und die Atmosphäre werde etwas spektraler. Die Musik erkunde unheimliche Grenzen mit gestrichenem Bass, Mallet-Puls, Saxophon im oberen Register und verschnörkelten elektronischen aalglatten Klängen und schaffe „einen Traumzustand, der die sechsköpfige Scylla in Vergessenheit bringen kann“.